# Nagabe
Nagabe (ながべ; Tóquio, 1 de agosto de 1993) é um mangaká e ilustrador japonês.
Ficou mundialmente conhecido por seu mangá Totsukuni no Shoujo (とつくにの少女), publicado no Brasil com o título A menina do outro lado, pela DarkSide Books.

## Biografia
Nascido em Tóquio, em 1993, Nagabe começou a desenhar ainda criança, copiando e recriando os personagens de livros e quadrinhos de que já gostava. Quando entrou no ensino médio, começou a criar seus próprios personagens, principalmente figuras não humanas ou com características animais. Nagabe gosta da aparência dos animais e suas feições e usou muitas dessas características para definir seu estilo ao longo dos anos.
Depois de se formar no ensino médio, Nagabe ingressou no curso de Artes Visuais da Universidade de Arte de Musashino, com licenciatura em artes. Foi ainda em sua graduação, no terceiro ano, que ele publicou algumas de suas ilustrações no Twitter e depois as enviou para um site especializado, o Pixiv. Uma editora, a Mag Garden, o abordou e perguntou se ele não gostaria de se tornar um mangaká profissional a partir daquelas ilustrações.
Seu primeiro mangá nas lojas foi Buchou wa Onee (部長はオネエ; 2013). Ao ver seu primeiro trabalho publicado, um ano e meio depois, e ao notar algumas falhas na publicação, ele percebeu que precisava melhorar para alcançar o nível de outros mangakás do mercado.

## Influências e estilo
Nagabe nunca foi assistente de outro mangaká e costuma trabalhar sozinho e em silêncio. Quando era adolescente lia mangás, mas não gostava de desenhos exagerados, considerados caricatos. Nagabe preferia ilustrações de livros infantis, estilo que se reflete em Totsukuni no Shoujo.
Captando influências de diversas fontes, Nagabe gosta do trabalho de Tove Jansson e sua série da Família Mumin, e de Komako Sakai e sua série The Velveteen Rabbit. Ele acredita que focar em apenas um ou dois artistas acaba deixando seu estilo muito semelhante aos deles, por isso sempre está buscando influências em diferentes mídias.
Outra grande influência de Nagabe para Totsukuni no Shoujo foi o trabalho da ilustradora e paisagista norte-americana Tasha Tudor, que ilustrou vários clássicos infantis como The Secret Garden (1911), e escreveu e ilustrou seus próprios livros como Pumpkin moonshine (1937) e A Time to Keep (1996).

### Totsukuni no Shoujo
A menina do outro lado como se chama no Brasil, é seu mangá mais famoso, publicado em vários países como França e Estados Unidos. Nagabe começou com as ilustrações apenas de Shiva, a menininha humana, e Sensei, a figura sombria e de chifres responsável pela garotinha, os protagonistas do mangá. Nagabe apenas as ilustrava sem muito propósito, sem nenhum enredo em particular. Pouco a pouco surgiu a ideia de fazer uma história com os dois personagens que são muito próximos, mas que não podem se tocar, ainda que ela não seja inspirada em nenhuma lenda ou conto em particular.
Com um roteiro e um final em vista, Nagabe publicou uma prévia de algumas páginas de Totsukuni no Shoujo no Twitter, o que atraiu a atenção de editoras. Ainda era um estudante universitário quando as negociações para a publicação com a Mag Garden começaram.
O mangá foi publicado no Japão de 5 de setembro de 2015 a 5 de março de 2021. No Brasil, o primeiro volume saiu em 28 de fevereiro de 2019, pela DarkSide Books e em março de 2022 já conta com cinco volumes.

## Publicações[5]
- Buchō wa Onee (2013)
- Wizdoms no Kemono-tachi (2015)
- Totsukuni no Shoujo (2015) (no Brasil, A menina do outro lado, pela DarkSide Books)
- Nivawa a Saitō (2015)
- Henteko na Ai: Nagabe Tanpenshū (2016)
- Monotone Blue (2019)
- Eat (2022)
- Smell (2022)